# دومينيك ووكر
دومينيك ووكر (بالإنجليزية: Dominic Walker)‏ هو قسيس بريطاني، ولد في 28 يونيو 1948 في بليموث في المملكة المتحدة.